# Serhij Czebotajew
Serhij Jewhenowycz Czebotajew, ukr. Сергій Євгенович Чеботаєв (ur. 7 marca 1988 w Zaporożu) – ukraiński piłkarz, grający na pozycji obrońcy.

## Kariera piłkarska

### Kariera klubowa
Wychowanek klubów Dynamo Zaporoże, Metałurh Zaporoże i Szachtar Donieck, barwy których bronił w juniorskich mistrzostwach Ukrainy (DJuFL). W 2006 roku zgłoszony był do rozgrywek polskiej I ligi (drugi poziom) w KS Drwęca Nowe Miasto Lubawskie. Z powodu kontuzji barku nie rozegrał żadnego spotkania. W 2007 rozpoczął karierę piłkarską w Wołyni Łuck. Na początku 2008 przeniósł się do Stali Ałczewsk. Latem 2008 na pół roku został wypożyczony do FK Zaporoże. Podczas przerwy zimowej sezonu 2012/13 przeszedł do Heliosu Charków. Latem 2013 odszedł do FK Połtawa. 16 lipca 2014 został piłkarzem klubu Hirnyk-Sport Komsomolsk. 13 lipca 2015 podpisał kontrakt z FK Ołeksandrija. 18 czerwca 2018 zmienił klub na SK Dnipro-1. 2 czerwca 2019 opuścił klub z Dnipra. 17 lipca został piłkarzem Weresu Równe. 20 lutego 2020 przeszedł do FK Słuck.

## Sukcesy i odznaczenia

### Sukcesy klubowe
SK Dnipro-1
- mistrz Ukraińskiej Pierwszej Ligi: 2018/19